# Богдановка (Озёрнянская сельская община)
Богда́новка (укр. Богданівка) — село в Озёрнянской сельской общине Тернопольского района Тернопольской области Украины.
До 2020 года входило в Зборовский район.
Код КОАТУУ — 6122681001. Население по переписи 2001 года составляло 203 человека.

## Географическое положение
Село Богдановка находится на правом берегу реки Высушка, выше по течению на расстоянии в 1,5 км расположено село Яцковцы, ниже по течению на расстоянии в 1,5 км расположено село Даниловцы, на противоположном берегу — село Белковцы.

## История
- 1598 год — дата основания.

## Объекты социальной сферы
- Школа I—II ст.
- Клуб.
- Фельдшерско-акушерский пункт.

## Достопримечательности
- Братская могила советских воинов.